# Hornschuchia obliqua
Hornschuchia obliqua är en kirimojaväxtart som beskrevs av Paulus Johannes Maria Maas och Van Setten. Hornschuchia obliqua ingår i släktet Hornschuchia och familjen kirimojaväxter. Inga underarter finns listade i Catalogue of Life.